# 来迎寺 (大阪府熊取町)
来迎寺（らいごうじ）は、大阪府泉南郡熊取町和田にある曹洞宗の寺院。山号は円覚山。本尊は阿弥陀如来。本堂は国の重要文化財に指定されている。

## 歴史
この寺の創建時期については不明であるが、寺伝によると、元は天台宗に属したのちに真言宗に属し、快山傳秀を開山とし、元禄2年（1689年）に曹洞宗梅溪寺の末寺になったと伝わる。かつては熊取町南部の雨山城にあり、南北朝時代に、南朝方の雨山城主橋本正高が八大竜王を祀り、武運長久、繁栄安泰の祈願堂としていたと伝わる。南北朝時代のころに、後醍醐天皇が紀州国粉河寺へ行幸するさいに行宮としたと伝わり、後年に雨山城から現在地に移築したとも伝わるが、明らかではない。

## 文化財

### 国の重要文化財
建造物
- 来迎寺本堂 附 棟札 - 指定年月日：1949年（昭和24年）5月30日[3]。

1329年（嘉暦4年）の建立と伝える。修理棟札に嘉暦の記があり、様式上もそのころの建築と推定される。一重、寄棟造、桁行三間、梁間三間の約30平方メートルの小堂。屋根は丸瓦の端部を細くして一枚ずつずらすように葺く「行基葺」。天井の四隅の梁が海老虹梁で、煤が多く当初、護摩堂だったと考えられている。
応永年間（1394年 - 1428年）に修復したと考えられ、本堂背面隅の鬼瓦に、応永31年銘（1424年）がある。また、大棟鬼瓦の銘、及び、棟札墨書によると、元禄2年（1689年）に、本山梅溪寺三世快山秀が修繕を試みるが不調に終わり、元禄3年（1690年）に屋根の修繕を行っている。また、安永7年（1778年）冬にも、住持五世が修繕を試みるが不調に終わる。天明二壬寅年3月に住持六世悟峯となり、屋根の傷みが激しく雨漏りがあるため、屋根の修理、内部の大改築を行ったが、資金は住持が生家より両親菩提の資金を持ち帰ったと棟札に記されている。
1960年（昭和35年）に解体修理が行われ、最も古い鬼瓦は、応永31年銘（1424年）銘のもので、現在は屋根から外し保管されている。また現在使用している大棟の鬼瓦に「享保戊戌三月吉日 佐野小川九右衛門尉」とあり、棟冠瓦には「天明二年壬寅四月日佐野小河権吉」とへら書きされている。

## 交通アクセス
- JR西日本阪和線熊取駅から車で10分